# 김재홍 (1932년)
김재홍(金在弘, 1932년 12월 14일~2001년 12월 3일)은 대한민국의 정치인이다. 부산 초량 출신으로 부산대학교 법학과를 학사 학위한 이후 제10대 국회의원, 민족중흥동지회 고문 등을 지냈다.

## 역대 선거 결과
|  | 22.33% |

|  | 11.27% |